# Micropotamogale ruwenzorii
Micropotamogale ruwenzorii је сисар из реда Afrosoricida. 

## Угроженост
Ова врста је на нижем степену опасности од изумирања, и сматра се скоро угроженим таксоном.

## Распрострањење
Врста је присутна у ДР Конгу и Уганди.

## Популациони тренд
Популациони тренд је за ову врсту непознат.

## Станиште
Станишта врсте су шуме, саване, речни екосистеми и слатководна подручја.